# Nicolás Orsini
Nicolás Orsini (født 12. september 1994) er en argentinsk fodboldspiller.